# Dieter Heß
Dieter Heß (* 11. Mai 1933 in Karlsruhe; † 24. Juli 2021) war ein deutscher Botaniker.

## Leben
Dieter Heß wuchs in Freiburg im Breisgau auf und besuchte dort das humanistische Berthold-Gymnasium. Im Jahr 1952 absolvierte er die Abiturprüfung. Von 1952 bis 1957 studierte er Botanik, Zoologie und Chemie an den Universitäten Freiburg im Breisgau und Tübingen. 1957 wurde er an der Universität Freiburg im Breisgau im Fach Botanik bei Friedrich Oehlkers promoviert.
Von 1957 bis 1960 arbeitete Dieter Heß als Assistent von Friedrich Oehlkers am Botanischen Institut der Universität Freiburg im Breisgau und habilitierte sich dort 1961 für das Fach Botanik. Er wurde kurz darauf zum Privatdozenten ernannt. Anschließend arbeitete er als wissenschaftlicher Mitarbeiter am Max-Planck-Institut für Zellchemie, heute MPI für Biochemie München, bei Feodor Lynen sowie am Max-Planck-Institut für Züchtungsforschung, Abteilung Genetik, in Köln.
1966 erhielt Dieter Heß einen Ruf als ordentlicher Professor für Botanik an die Universität Hohenheim in Stuttgart. Dort baute er das Institut für Physiologie und Biotechnologie der Pflanzen auf. Am 23. September 2001 wurde Heß emeritiert.
Heß verfasste neben seinen wissenschaftlichen Publikationen auch zwei Romane.

## Wissenschaftliche Tätigkeit
Heß forschte vor allem in den Bereichen Biochemie, Molekularbiologie und Biotechnologie sowie Blütenbiologie der Pflanzen. Er erzielte auf zahlreichen Gebieten der Botanik bahnbrechende Erkenntnisse. Unter anderem entdeckte er 1961 die mRNA bei Streptocarpus wendlandii als Auslöser der Blühinduktion. Weiter unternahm er Untersuchungen zur Biochemie und Molekularbiologie der Synthese von Blüten-Anthocyanen bei der Petunie, zum Gentransfer bei Pflanzen, zur Regeneration von Pflanzen aus isolierten Mesophyllprotoplasten am Beispiel der Petunie oder zum Gentransfer mithilfe von Pollen. Beispielhaft zu nennen sind hier der direkte Pollentransfer von Genen für die Anthocyan-Synthese oder die direkte, stabile Transformation von Petunien im Pollensystem sowie der Gentransfer im Weizen über Mikrobombardement.

## Schriften (Auswahl)
- Fahrplan der Gene, Erbfaktoren steuern die Entwicklung, Stuttgart (Kosmos) 1972
- Genetik. Herder, 9. Aufl. Freiburg i.Br. 1982.
- Die Blüte. Ulmer, 2. Aufl. Stuttgart 1990.
- Biotechnologie der Pflanzen. Ulmer, Stuttgart 1992.
- Pflanzenphysiologie. Ulmer, 11. Aufl. Stuttgart 2008. Übersetzungen ins Chinesische, Englische (auch Unesco-Ausgabe), Japanische, Spanische, Tschechische und Ungarische.
- Alpenblumen. Ulmer, Stuttgart 2001.
- Das Lebensrad – Roman aus dem Himalaya. Roman. Oesch, Zürich 1999.
- Yeshe-Ö. König in Tibet – ein fast historischer Roman vom Dach der Welt. Roman. Oesch, 2. Aufl. Zürich 2000.